# Brochfael Ysgythrog
Brochfael Ysgythrog (502 circa – 560/570) fu un sovrano del Powys (nell'odierno Galles).
Il suo epiteto significa dai denti canini o dalle zanne (forse perché aveva denti grandi, o forse perché aveva l'elmo ornato con corna, oppure per il suo carattere aggressivo).

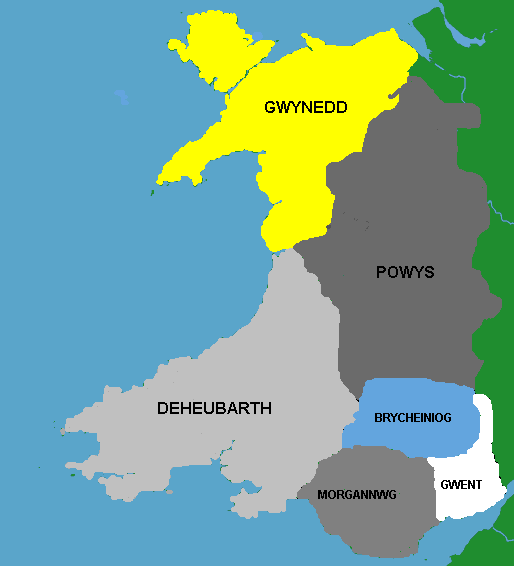
Regni medievali del Galles

## Famiglia
Era il secondo figlio di re Cyngen Glodrydd e di sua moglie santa Tudlwystl, figlia di Brychan ap Gwyngwen ap Tewdr. Brochwel sposò Arddyn Benasgel, a volte scritta Arddun Penasgell, figlia di re Pabo Post Prydein del Pennines, da cui ebbe almeno quattro figli, tra cui Cynan Garwyn (che gli succedette sul trono) e San Tisilio, abate di Meifod.

## La vita
Alla morte del padre, il trono fu tenuto per circa vent'anni dal fratello Pasgen ap Cyngen e poi dal figlio di quest'ultimo, Morgan ap Pasgen. Dato che Morgan morì senza figli, attorno al 550, il regno passò a Brochwel. Secondo un aneddoto, egli avrebbe offerto della terra a san Melangell per fondare un monastero. Anche il bardo Taliesin avrebbe vissuto per un certo periodo presso la corte di Brochwel. C'è chi pensa che questa si trovasse nel Pengwern (un reame gallese o un luogo di residenza reale, localizzabile da qualche parte nell'odierno Shropshire). Non è però certo che qui abbia davvero regnato Brochwel, anche se ci sono alcune tradizioni secondo cui fu sepolto nel college di san Chad, a Shrewsbury, che sarebbe stato fondato proprio da lui. Brochwel morì attorno al 560/570. I più pensano che sarebbe stato sepolto a Pentrefoelas, nel Gwynedd, dove è stata scoperta una pietra tombale di un uomo chiamato Brohomagli. A lui succedette il figlio Cynan Garwyn.

## Poesia e tradizione
Il Powys è stato spesso chiamato " la terra di Brochwel", anche se sono pochi gli eventi del suo regno che sono stati tramandati. Alcuni dettagli si conoscono dalla poesia in antico gallese, che è però di difficile interpretazione e che non fu compilata prima del IX secolo. Alcuni di questi poemi risalgono al tardo XI secolo. Brochwel è presentato come un eroe guerriero, come un sovrano di un vasto territorio e come un grande appassionato di caccia. Viene spesso visitato da san Gwyddfarch. Concesse una parte del suo regno come vescovato al figlio San Tisilio. Loro due sono anche connessi con la fondazione della chiesa a Meifod, anche se nessuna parte dell'attuale chiesa di santa Maria risalgono a questo periodo.
Molte successive famiglie e tribù del Galles sostennero di discendere da Brochwel, anche se molte delle genealogie utilizzate per invocare questa discendenza comparvero per la prima volta solo nell'araldica del XVI secolo.